# Kronohäktet i Eskilstuna
Kronohäktet i Eskilstuna var ett cellfängelse inrymt i rådhuset. Beslut fattades 1849 om att ett gemensamt fängelse för Eskilstuna stad och Öster- och Västerrekarne härad skulle byggas. Det togs i bruk 1852. Byggnadskostnaden var 28 348 kronor.  
Häktet lades ned den 1 mars 1926 och hela huset revs året därpå.